# Leistungsabzeichen der Grenztruppen

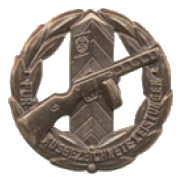
Leistungsabzeichen der Grenztruppen der DDR

Das Leistungsabzeichen der Grenztruppen war in der Deutschen Demokratischen Republik (DDR) eine im Fachbereich des Ministeriums für Nationale Verteidigung verliehene Auszeichnung. 1962 bis 1978 hatte dieses Leistungsabzeichen den Status einer staatlichen Auszeichnung der DDR, 1978 bis 1990 schließlich den einer nichtstaatlichen Auszeichnung.

## Geschichte
Das Leistungsabzeichen der Grenztruppen wurde am 12. Juli 1962 in einer Ausführung gestiftet. Es war Nachfolger des seit 1958 verliehenen Leistungsabzeichens der Deutschen Grenzpolizei. Beiden Leistungsabzeichen wurde ihr bisheriger Status als staatliche Auszeichnung zum 1. Januar 1978 entzogen, doch wurde das Leistungsabzeichen der Grenztruppen bis 1990 verliehen. 

## Verleihung
Die Verleihung des Leistungsabzeichens der Grenztruppen erfolgte für vorbildliche Leistungen bei der Ausbildung sowie für persönlichen Schutz der Staatsgrenze der DDR. Verliehen wurde es in der Regel am Ende eines Ausbildungsabschnittes bzw. unmittelbar nach der zugrunde liegenden ausgezeichneten Leistung. Die Verleihung war auch an die Freiwilligen Helfer der Grenztruppen möglich, die zusätzlich zu dem Leistungsabzeichen eine Miniatur erhielten, die jedoch nicht durchbrochen war.

## Aussehen und Tragweise
Die Form, Beschaffenheit und das Aussehen des Leistungsabzeichens entsprechen genau dem Leistungsabzeichen der Deutschen Grenzpolizei der 2. Form, sie wurde unverändert übernommen. Das nun runde messingfarbene Leistungsabzeichen mit einem Durchmesser von 35 mm zeigt vor durchbrochenem Hintergrund einen Grenzpfahl der DDR mit Staatswappen und einer davor liegender PPSch-41. Umschlossen und zeitgleich begrenzt wird das Leistungsabzeichen von zwei Lorbeerzweigen, die sich am oberen Ende mit den Spitzen berühren. Auf diesen Zweigen ist die Umschrift: FÜR AUSGEZEICHNETE LEISTUNGEN zu lesen. Wie bei der 1. Form zeigt die Rückseite eine senkrecht verlötete Nadel. Getragen wurde das Leistungsabzeichen an der rechten oberen Brustseite.